# اتحاد ليبيريا لكرة القدم
تأسس اتحاد ليبيريا لكرة القدم في عام 1936م وانضم إلى الإتحاد الدولي لكرة القدم في 1962م وإنضم إلى الاتحاد الأفريقي لكرة القدم في 1962م.